# Hoplophthiracarus tryssos
Hoplophthiracarus tryssos är en kvalsterart som beskrevs av Wojciech Niedbała 2004. Hoplophthiracarus tryssos ingår i släktet Hoplophthiracarus och familjen Phthiracaridae. Inga underarter finns listade i Catalogue of Life.